# Oberhünigen
Oberhünigen ist eine politische Gemeinde im Verwaltungskreis Bern-Mittelland des Kantons Bern in der Schweiz. Die Gemeinde existiert erst seit dem 1. Januar 1980, vorher gehörte Oberhünigen als Exklave zu Schlosswil.

## Geographie
Oberhünigen liegt auf 852 m ü. M., 3 km östlich von Konolfingen und 18 km ostsüdöstlich der Kantonshauptstadt Bern (Luftlinie). Das Bauerndorf erstreckt sich am Nordwesthang des Kurzenberges im Bereich des Bärbachtälchens, hoch über der Talsenke der Chise.
Die Fläche des 6,02 km² grossen Gemeindegebiets umfasst einen Abschnitt des voralpinen Hügellandes östlich des Aaretals. Der nordwestliche Gemeindeteil wird vom Hang bei Oberhünigen beidseits des Bärbachs eingenommen und durch verschiedene Hügel untergliedert. Im Westen reicht das Gebiet bis an den Hünigenbach. Nach Osten und Süden erstreckt sich der Gemeindeboden in den ausgedehnten Toppwald (1089 m ü. M.) und auf den Kamm des Kurzenberges mit den Höhen von Chnubel (1162 m ü. M.), Äbersold (1135 m ü. M.) und Ringgis (mit 1190 m ü. M. die höchste Erhebung von Oberhünigen). Die östliche Gemeindegrenze verläuft im Wildeneigraben, einem tief in den Nordhang des Kurzenberges eingeschnittenen Tal eines Quellbachs der Chise. Von der Gemeindefläche entfielen 1997 4 % auf Siedlungen, 58 % auf Wald und Gehölze, 37 % auf Landwirtschaft, und etwas weniger als 1 % war unproduktives Land.
Zu Oberhünigen gehören die Weiler Lochmatt (797 m ü. M.) am Bärbach und Äbersold (1107 m ü. M.) auf dem Kamm des Kurzenberges sowie einige Hofgruppen und Einzelhöfe. Nachbargemeinden von Oberhünigen sind Mirchel, Zäziwil, Bowil, Linden und Niederhünigen.

## Geschichte
Die erste urkundliche Erwähnung des Ortes erfolgte 1148 unter dem Namen Huningen superiori; von 1374 ist die Bezeichnung Oberhunigen überliefert. Der Ortsname geht auf den althochdeutschen Personennamen Huno zurück und bedeutet demnach bei den Leuten des Huno.
Im Mittelalter war Oberhünigen zunächst Teil der Herrschaft Hünigen, danach kam es an die Herrschaft Wil, welche unter der Oberhoheit der Grafen von Kyburg stand. Im Jahr 1406 gelangte das Dorf unter Berner Herrschaft und wurde dem Landgericht Konolfingen zugeordnet. Nach dem Zusammenbruch des Ancien Régime (1798) gehörte Oberhünigen während der Helvetik zum Distrikt Höchstetten und ab 1803 zum Oberamt Konolfingen, das mit der neuen Kantonsverfassung von 1831 den Status eines Amtsbezirks erhielt.
Politisch bildete Oberhünigen stets eine Exklave von Schlosswil, lag jedoch weit entfernt von dieser Gemeinde. Deshalb wurde die Abtrennung von Oberhünigen und Erhebung zur selbständigen Gemeinde beschlossen, welche am 1. Januar 1980 rechtskräftig wurde.

## Bevölkerung
Mit 315 Einwohnern (Stand 31. Dezember 2023) gehört Oberhünigen zu den kleinen Gemeinden des Kantons Bern. Von den Bewohnern sind 96,3 % deutschsprachig, 2,0 % sprechen Albanisch und 0,7 % Niederländisch (Stand 2000). Die Bevölkerungszahl von Oberhünigen belief sich 1980 auf 275 Einwohner. In den letzten Jahren wurde eine leichte Bevölkerungszunahme verzeichnet.

## Politik
Oberhünigen bildet mit Zäziwil einen Abstimmungskreis, die folgenden Zahlen enthalten deshalb die Stimmen beider Gemeinden.
Bei den Nationalratswahlen 2023 betrugen die Wähleranteile in Oberhünigen und Zäziwil (in Klammern die Veränderung im Vergleich zu den Wahlen 2019 in Prozentpunkten): SVP 43,54 % (+0,91), Mitte 13,41 % (+0,01), SP 12,16 % (+2,81), EDU 6,69 % (+0,63), EVP 6,39 % (+0,87), glp 5,69 % (−0,49), Grüne 5,62 % (−2,36), FDP 2,79 % (−1,34), Weitere 3,71 % (−1,02).

## Wirtschaft
Oberhünigen war bis in die zweite Hälfte des 20. Jahrhunderts ein vorwiegend durch die Landwirtschaft geprägtes Dorf. Noch heute haben die Milchwirtschaft und die Viehzucht sowie die Forstwirtschaft einen wichtigen Stellenwert in der Erwerbsstruktur der Bevölkerung. Weitere Arbeitsplätze sind im lokalen Kleingewerbe und im Dienstleistungssektor vorhanden, unter anderem in Betrieben der Holzverarbeitung. In den letzten Jahrzehnten hat sich das Dorf zu einer Wohngemeinde entwickelt. Einige Erwerbstätige sind deshalb Wegpendler, die hauptsächlich in den grösseren Ortschaften der Umgebung arbeiten.

## Verkehr
Die Gemeinde liegt abseits der grösseren Durchgangsachsen, ist aber von Konolfingen und von Zäziwil leicht erreichbar. Oberhünigen besitzt keine Anbindung an das Netz des öffentlichen Verkehrs.